# Maria Grazia Cucinotta
Maria Grazia Cucinotta, född 27 juli 1968 i Messina, Italien, är en italiensk skådespelerska och fotomodell. Hon har bland annat medverkat i James Bond-filmen Världen räcker inte till. Hennes längd är 179 cm.[källa behövs]
Filmography
Vacanze di Natale '90 (1990)
Viaggio d'amore (1990)
Alto rischio (1993)
Cominciò tutto per caso (1993)
Abbronzatissimi 2 - un anno dopo (1993)
Il Postino (1994)
I laureati (1995)
El día de la Bestia (1995)
Il Sindaco (1996)
Italiani (1996)
Il Decisionista (1997)
A Brooklyn State of Mind (1997)
Camere da letto (1997)
Ballad of the Nightingale (1998)
La Seconda moglie (1998)
The World Is Not Enough (1999) - Giulietta da Vinci (Cigar Girl)
Picking Up the Pieces (2000)
Just One Night (2000)
Stregati dalla luna (2001)
Strani accordi (2001)
Vaniglia e cioccolato (2004)
Mariti in affitto (2004)
Miracolo a Palermo! (2005)
All the Invisible Children (2005)
Uranya (2006)
Last Minute Marocco (2007)
Sweet Sweet Marja (2007)
Purple Sea (2009)
Fly Light (2009)
Flores negras (2009)
L'imbroglio nel lenzuolo (2009)
Death of the Virgin (2009)
La bella società (2009)
Un giorno della Vita (2010)
The Museum of Wonders (2010)
The Rite (2011)
Magic Card (2015)
Into the Rainbow (2017)
Television appearances
Cucinotta at the 66th Venice International Film Festival (Sep 2009)
Andy e Norman (1991)
La Ragnatela (1991)
Scherzi a parte (1992)
Alta società (1995)
La Signora della città (1996)
Solomon (1997)
Il Quarto re (1997)
Padre papà (1998)
Wildside - Lawyer episode (1998)
In punta di cuore (1999)
"Isabella" (1999, episode of The Sopranos)
L' Avvocato Porta (1997)
Amici di Gesù (2000)
Il Bello delle donne (2001)
Amici di Gesù (2001)
Inferno Below (2003)
"The Italian Bob" (2005, episode of The Simpsons)
Pompei (2007)
VIP (2008)